# Aeroporto di Bracciano-Vigna di Valle
L'Aeroporto di Bracciano-Vigna di Valle è un'infrastruttura aeroportuale dismessa situata presso il Lago di Bracciano al di fuori del centro abitato di Vigna di Valle, nel territorio comunale di Bracciano, in provincia di Roma.
L'infrastruttura aeroportuale è intitolata a Luigi Bourlot ed il motto sul vecchio stemma dell'aeroporto recitava "Tutus in undis".
Nella stessa struttura è compreso l'idroscalo civile di Bracciano, un impianto per l'ammaraggio ed il decollo di idrovolanti ed aerei anfibi ed intitolata a "Carlo Del Prete".
Oggi l'intera area ospita il Museo storico dell'Aeronautica Militare.

## Storia
Nel 1904 il Maggiore del Genio Maurizio Mario Moris vi impiantò il primo cantiere sperimentale per costruzioni aeronautiche.

### L'aeroporto
L'aeroporto, che risulta essere il più antico in Italia, venne inaugurato nell'autunno 1908 dal volo del primo dirigibile del Servizio Aeronautico, "N.1." ed opera degli ingegneri Gaetano Arturo Crocco ed Ottavio Ricaldoni.
Nell'Area Militare attorno all'infrastruttura vennero iniziate nel giugno 1910 le prime osservazioni aerologiche e meteorologiche dalla Regia Stazione Aerologica, che a partire dal 1º giugno 1911, ad opera del Tenente Cristoforo Ferrari, incominciò a rilevare i dati meteorologici, climatologici e l'esplorazione dell’alta atmosfera senza però soluzioni di continuità. Questa comunque fu la prima base costruita in Italia per questo tipo di osservazioni e ricerche.
Dal 1912 l'infrastruttura aeroportuale iniziò a svolgere anche la funzione di idroscalo. Attualmente è l'unico sito di questo genere in Italia a mantenere intatte le caratteristiche architettoniche tipiche di un insediamento aeronautico.
Durante gli anni della prima guerra mondiale l'Infrastruttura Militare divenne Sede Operativa per il collaudo e la revisione di velivoli e nel Primo Dopoguerra vi si stabilirono il Centro Sperimentale Idrovolanti e l'88º Gruppo Autonomo Caccia Marittima sui CANT 25.
Fino al 1945, l'Aeroporto Militare fu Centro Sperimentale per gli idrovolanti e per l’armamento navale e nel dopoguerra sede del Comando del Soccorso Aereo con l’84º Gruppo Idrovolanti.

### L'Idroscalo

Gli uffici dell'idroscalo Lido di Roma "Carlo Del Prete"

La Struttura venne realizzata nel 1938, in seguito all'ampliamento del precedente Idroscalo ad uso esclusivamente militare ed in cui vi operavano i voli delle Compagnie Imperial Airways ed Ala Littoria. 

L'idroscalo rimase operativo fino alla seconda guerra mondiale e con l'entrata in guerra italiana (1940) e non riprese mai più la propria attività.

#### Collegamenti e rotte
- Southampton - Marsiglia - Roma - Brindisi
- Londra - Parigi - Basilea - Roma - Napoli - Atene

## Dopo la guerra - oggi
Dal 1946 presso la Base Aerea venne ospitato il Comando del Soccorso Aereo che rimase operativo fino al 1961, quando gli ultimi idrovolanti dell’Aeronautica Militare, i Cant Z.506, uscirono dalla linea operativa.
Negli anni seguenti si sono succeduti diversi Reparti tra i quali il Centro di Selezione A.M. (dal 1967 al 1999) ed il Centro di Sopravvivenza e Aerosoccorritori A.M. (1969 - inizio anni '80).
Il 24 maggio 1977 presso l'Area Aeroportuale venne inaugurato il Museo Storico dell'Aeronautica Militare ed in seguito divenne la anche sede del Centro Sportivo dell’Aeronautica Militare assumendo la denominazione di Centro Storiografico e Sportivo dell’Aeronautica Militare.